# Kimija Jui
Kimija Jui (* 1970, japonsky 油井 亀美也, Hepburnův přepis Kimiya Yui), původně pilot a štábní důstojník japonského vojenského letectva, od dubna 2009 astronaut japonské kosmické agentury JAXA, 539. člověk ve vesmíru. Ve druhé polovině roku 2015 byl členem posádky Mezinárodní vesmírné stanice (ISS) jako palubní inženýr Expedice 44/45. Ke druhému pobytu na ISS se vydal na počátku srpna 2025, na stanici by měl pobýt do počátku roku 2026.

## Mládí a vzdělání
Kimija Jui se narodil v Naganu, vystudoval strojírenství na Akademii národní obrany Japonska (National Defense Academy of Japan), po čtyřletém studiu absolvoval roku 1992 s titulem bakaláře.

## Vojenská kariéra
Po škole vstoupil do armády, sloužil u vojenského letectva, od roku 1996 létal na F-15 u 204. letky. Po čtyřech letech byl přeložen do Akademie národní obrany jako instruktor. V letech 2002–2004 prošel výcvikovými kurzy zkušebních pilotů a velitelsko-štábním kurzem, poté znovu létal na F-15. Roku 2006 absolvoval Joint Combined Warfighting School v USA.
Od roku 2008 sloužil ve štábu japonského letectva. Během vojenské kariéry nalétal na různých typech letadel přes 2000 hodin.

## Astronaut JAXA
Roku 2008 se přihlásil do 5. náboru japonské kosmické agentury JAXA, úspěšně prošel všemi koly výběru a 25. února 2009 JAXA oznámila jeho budoucí zařazení mezi japonské astronauty (společně s Takujou Óniši). Od 1. dubna nastoupil v JAXA na místo astronauta-kandidáta. V dubnu 2009 – červenci 2011 absolvoval kosmonautický výcvik ve středisku JAXA v Cukubě a Johnsonovu vesmírném středisku NASA v Houstonu, po jeho ukončení mu JAXA (25. července 2011) přiznala kvalifikaci astronauta.
V létě 2012 se účastnil mise NEEMO 16 v podvodní laboratoři NASA Aquarius, během níž osazenstvo laboratoře žilo pod vodou dvanáct dní.

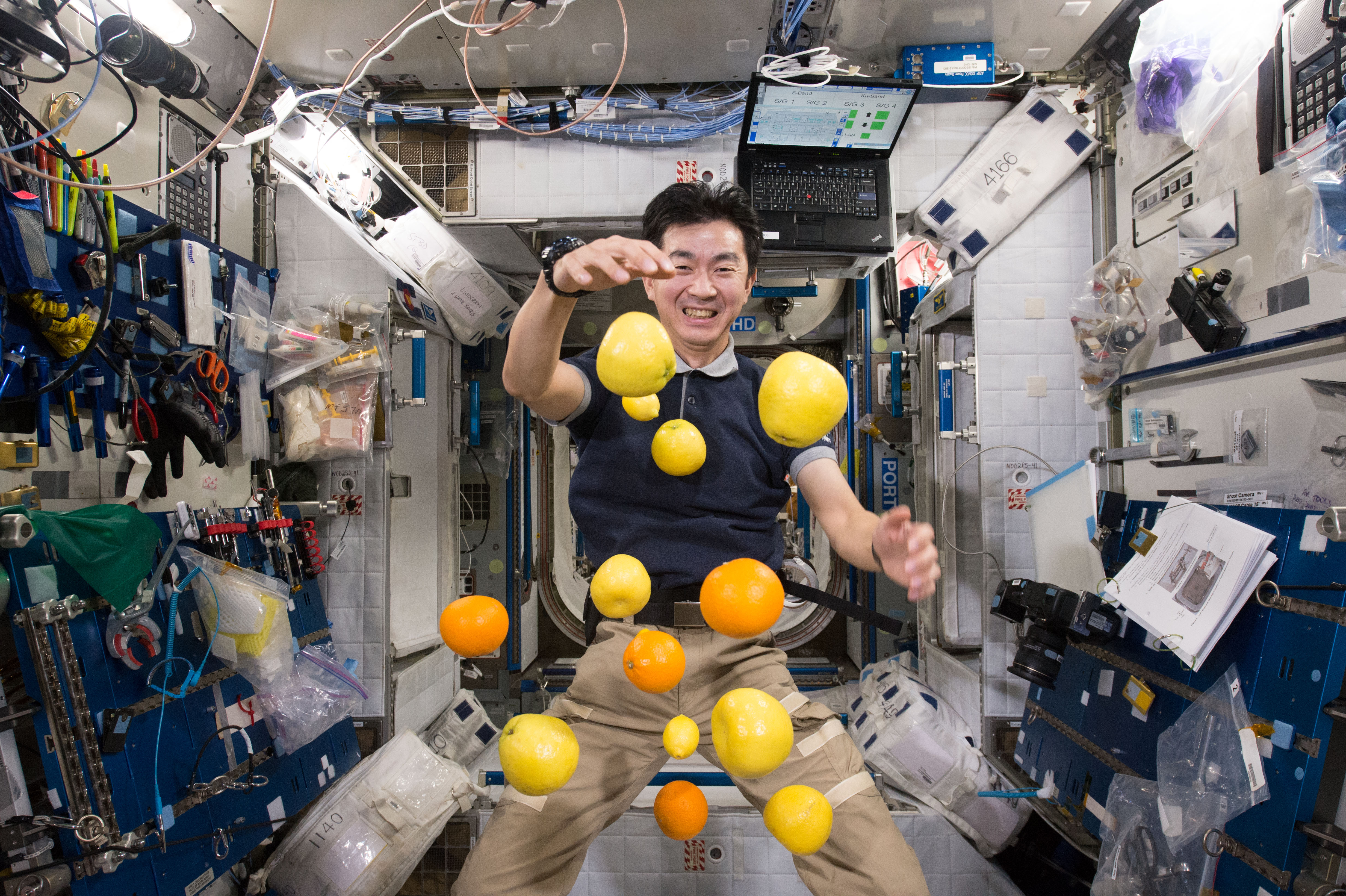
Kimija Jui předvádí létání ovoce ve stavu beztíže, 25. srpna 2015, Mezinárodní vesmírná stanice (ISS)

### 1. kosmický let (Sojuz TMA-17M/ISS)
V říjnu 2012 JAXA oznámila začlenění Juiho do Expedice 44/45 na Mezinárodní vesmírné stanice (ISS). Jeho půlroční let na ISS byl plánován na květen – listopad 2015. Do vesmíru odstartoval v kosmické lodi Sojuz TMA-17M společně s Olegem Kononěnko a Kjellem Lindgrenem. Start kosmické lodi se 22. července 2015 vydařil, trojice odletěla na ISS. Na stanici pracoval ve funkci palubního inženýra. Z oběžné dráhy se na Zem trojice Kononěnko, Jui, Lindgren vrátila 11. prosince, přistáli ve 13:12:14 UTC v kazašské stepi 132 km severovýchodně od Džezkazganu. Let trval 141 dní, 16 hodin, 9 minut a 29 sekund.

### 2. kosmický let (SpaceX Crew-11 / ISS)
V dubnu 2024 byl nominován do posádky první řádné mise nové kosmické lodi označované Boeing Starliner-1, která měla následovat po testovacím letu Boeing Crew Flight Test připravovaném na květen 2024. Ten se však neočekávaně z plánovaných osmi dní protáhl na 9 měsíců, následovaných prodlužováním certifikace lodi pro další lety, a tak se nakonec NASA v březnu 2025 rozhodla přeřadit Juiho (a amerického kolegu z posádky Starlineru-1 Michaela Finckeho) do mise SpaceX Crew-11 s plánovaným startem nejdříve v červenci 2025. Na cestu se nakonec vydal 1. srpna 2025 jako člen mise SpaceX Crew-11, spolu s Finckem, velitelkou mise, americkou astronautkou Zenou Carmanovou a ruským kosmonautem Olegem Platonovem. Všichni se na více než 3 měsíce se stanou členy Expedice 73 a poté na další nejméně 2 měsíce členy následující Expedice 74. 

## Soukromý život
Kimija Jui je ženatý, má tři děti – dceru a dva syny.